# Керетаро (футбольный клуб)
«Кере́таро» (исп. Querétaro Fútbol Club), также известный как «Га́льос Бла́нкос де Кере́таро» (исп. Gallos Blancos de Querétaro) — мексиканский футбольный клуб из города Сантьяго-де-Керетаро, штата Керетаро. Выступает в Лиге МХ, высшем дивизионе страны.

## История
Команда основана 8 июля 1950 года, домашние матчи проводит на стадионе «Коррехидора». Цвета клуба сине-чёрно-белые.
По окончании сезона 2012/2013, «Керетаро» был понижен в Ассенсо МХ, лигу второго дивизиона. Владелец клуба Амадо Яньес заявив, что болельщики заслуживают домашний клуб высшего дивизиона, выкупил и расформировал клуб высшей лиги «Хагуарес Чьяпас» и использовал его место для возвращения клуба «Керетаро» в высшую лигу.
Самое большое достижение «Керетаро» в чемпионате Мексики — второе место в чемпионате Клаусуры 2015 года. В следующем году команда завоевала Кубок Мексики (Апертура 2016). В 2017 году «Керетаро» завоевал Суперкубок Мексики.

## Титулы и достижения
- Вице-чемпион Мексики (1): Клаусура 2015
- Обладатель Кубка Мексики (1): Апертура 2016
- Обладатель Суперкубка Мексики (1): 2017
- Чемпион второго дивизиона Мексики (2): 2005/06, 2008/09